# Liebling
Liebling (in ungherese Kedvencz, in tedesco Liebling) è un comune della Romania di 3732 abitanti, ubicato nel distretto di Timiș, nella regione storica del Banato. 
Il comune è formato dall'unione di 3 villaggi: Cerna, Iosif, Liebling.